# Парасюк Іван Миколайович
Парасюк Іван Миколайович (27 липня 1944 — 15 березня 2014) — український вчений у галузі кібернетики, член-кореспондент НАН України, доктор технічних наук, професор.

## Біографія
Народився 27 липня 1944 у с. Костенів Перемишлянського району Львівської області. У 1961 закінчив Перемишлянську СШ.
У 1966 закінчив механіко-математичний ф-т Львівського державного університету ім. І.Франка. У 1973 р. закінчив аспірантуру (без відриву від виробництва) Інституту кібернетики НАН України та захистив кандидатську дисертацію під керівництвом академіка НАН України, професора, доктора фізико-математичних наук І. В. Сергієнка за темою «Деякі питання розробки і дослідження одного класу систем обробки даних на ЕОМ». У 1990 р. захистив докторську дисертацію за спеціальною темою, науковий консультант — професор І. В. Сергієнко. З 1993 р. — професор філії кафедри обчислювальної математики.
З 1967 р. працює інженером в Інституті кібернетики ім. В. М. Глушкова НАН України, з 1969 — старший інженер, з 1970 р.старший науковий співробітник, з 1973 р. — керівник групи, з 1987 р. в.о. завідувача лабораторії, з 1988 р. — завідувач лабораторії, з 1992 р. — завідувач відділу методів та технологічних засобів побудови інтелектуальних програмних систем.
У 2003 р. обраний член-кореспондентом Національної академії наук України (Відділення інформатики).

## Наукова діяльність
Наукові досягнення: в рамках єдиного моделе-орієнтованого підходу розроблені: багаторівневі моделі семантично-керованих систем, алгебраїчні моделі інтерфейсу користувача, процедурно-декларативні моделі знань, логіко-оптимізаційні та логіко-імовірнісні методи виведення висновків на базі асоціативних та каузальних моделей даних і знань у нечіткому вимірі. Використовуючи результати проведених теоретичних досліджень, ним та його учнями для різних операційних платформ побудовано інтелектуальні програмні системи, які призначені для розв'язування широкого кола задач обробки і аналізу даних недетермінованої природи і знайшли застосування в різних організаціях міністерств та відомств України та ближнього зарубіжжя.
Основні напрямки наукової та педагогічної діяльності: теоретичні основи проектування та інструментальні середовища побудови інтелектуальних інформаційних технологій і систем, методи та програмні засоби обробки і аналізу даних недетермінованої природи.
Ним підготовлено 2 кандидати та 1 доктор наук. Читав спецкурси з методологічних та технологічних основ побудови інтелектуальних програмних систем.
Член вченої ради Інституту кібернетики НАН України по захисту докторських та кандидатських дисертацій, член вченої ради інституту. Член редколегії журналу «Проблемы программирования» та збірника «Компьютерная математика».
Двічі лауреат Державної премії України в галузі науки і техніки (1991, 2001), лауреат премії ім. В. М. Глушкова (1998), лауреат премії ім. С. О. Лебедєва (2007), Заслужений діяч науки і техніки України (2007).
Автор 135 наукових праць, 3 монографій.